# Yosimar Arias
Josimar Arias Céspedes (ur. 24 września 1986 w San José) – kostarykański piłkarz występujący na pozycji pomocnika. Zawodnik klubu Juventud Escazuceña.

## Kariera klubowa
Arias karierę rozpoczynał w 2007 roku w zespole LD Alajuelense. W 2005 roku zdobył z nim mistrzostwo Kostaryki. W 2007 roku odszedł do Puntarenas FC, a w 2008 roku trafił do Brujas FC. W sezonie 2009/2010 wywalczył z nim mistrzostwo fazy Invierno. Na początku 2011 roku przeniósł się do meksykańskiego Dorados de Sinaloa. Po pół roku spędzonym w tym klubie, wrócił jednak do Kostaryki, gdzie został graczem klubu CS Herediano. W sezonie 2011/2012 wywalczył z nim mistrzostwo fazy Verano.

## Kariera reprezentacyjna
W reprezentacji Kostaryki Arias zadebiutował w 2009 roku. W tym samym roku został powołany do kadry na Złoty Puchar CONCACAF. Zagrał na nim jednak tylko w meczu z Jamajką (1:0). Z tamtego turnieju Kostaryka odpadła w półfinale.